# Pinilla (León)

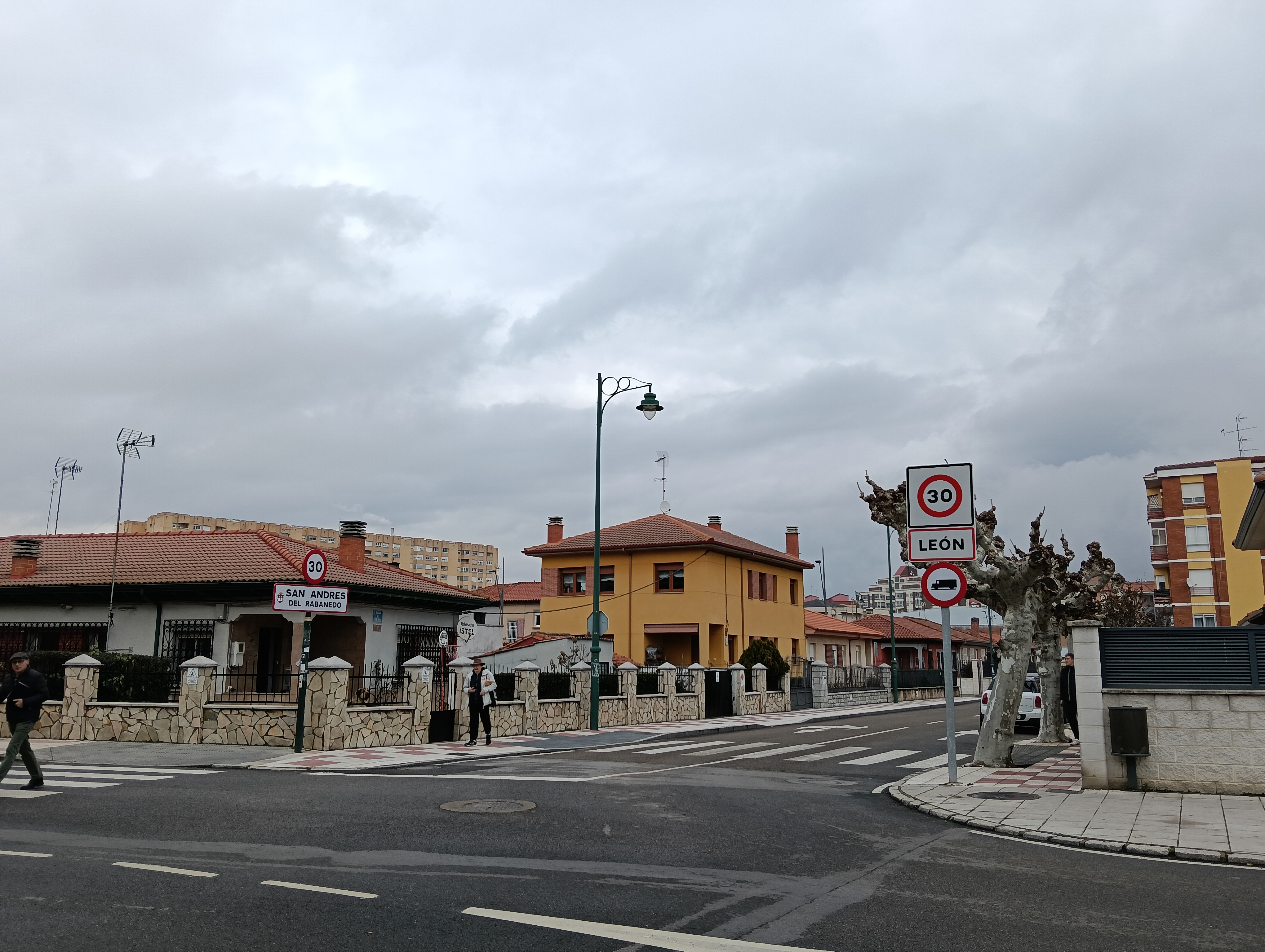
Calle San José en los límites de León y San Andrés

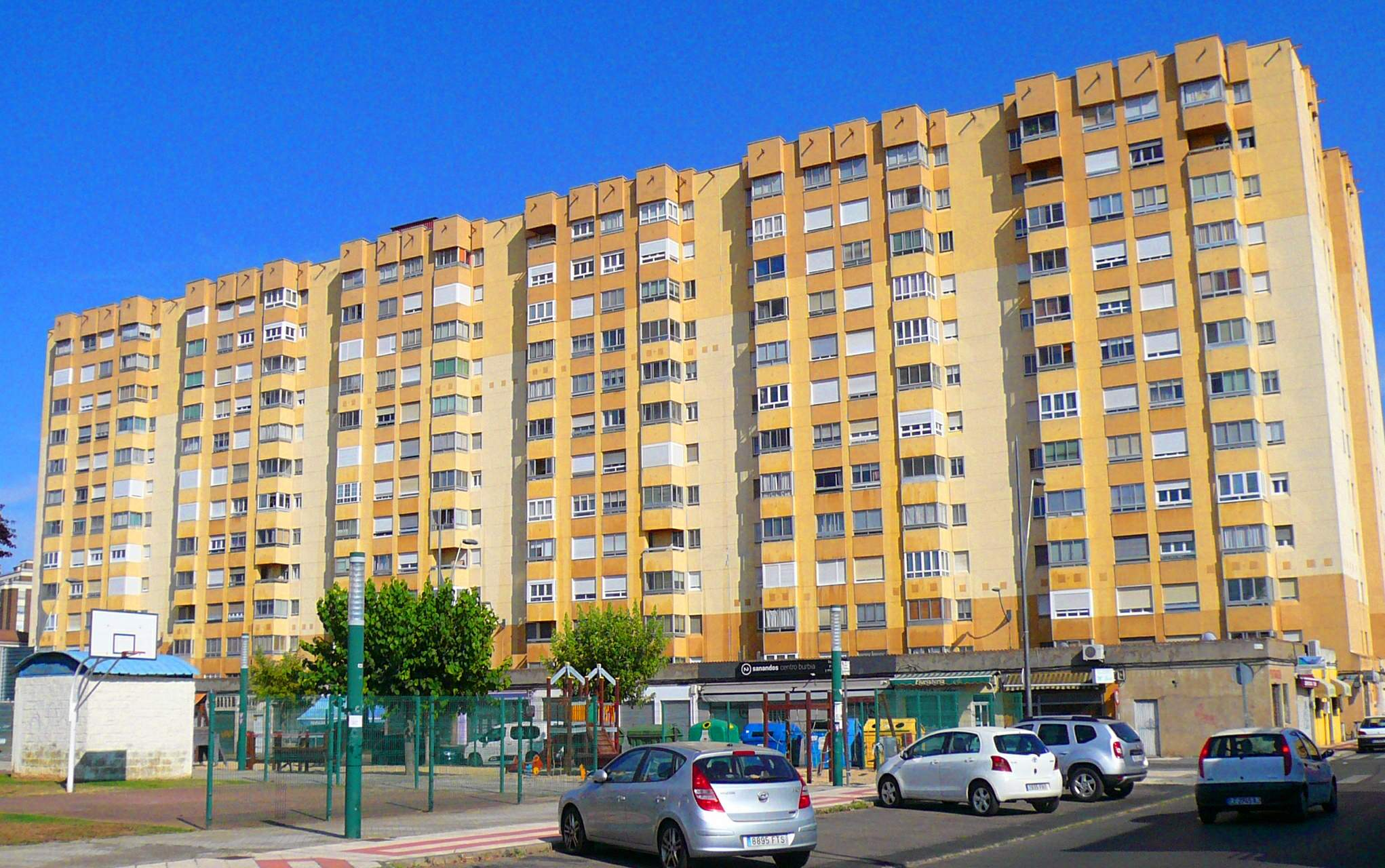
Bloque de apartamentos conocido popularmente como 'La Casona', en la parte sanandresina del barrio.

Pinilla es un barrio de la ciudad de León que debe su nombre al antiguo gobernador civil de León, Carlos Pinilla, que tiene una glorieta y avenida con su nombre en dicho barrio. El barrio está en la zona oeste de León capital, y está partido entre dos municipios del área metropolitana de León, San Andrés del Rabanedo y León.
El barrio de Pinilla, considerada su urbanización como “ciudad-jardín”, se desarrolla entre 1945 y 1970. Fue construido por la Obra Sindical del Hogar en terrenos de León y San Andrés del Rabanedo. 
Se compone de pequeñas viviendas unifamiliares con jardín y de pequeñas casas-bloque. En el municipio de León se ubica sólo una parte de la Fase I. Las casas situadas en la glorieta de Carlos Pinilla fueron sustituidas en los años 1970 por grandes bloques de elevadas alturas, lo que contrasta fuertemente con las casas del resto de la zona.
Es un barrio mayoritariamente compuesto por viviendas unifamiliares. 
La calle más importante del barrio es la calle Sil, la más larga del barrio y conocida como la calle curva por la forma de la misma, que atraviesa todo el barrio desde la Glorieta de Carlos Pinilla hasta la Casa de Cultura situada junto al Hospital San Juan de Dios. Otras calles importantes del barrio son la calle Burbia y la calle Esla; y su edificio más conocido es la Casona, uno de los edificios más altos de la ciudad de León, y que además cuenta con una de las instalaciones centralizadas de biomasa más grandes de España, inaugurada en 2014. Pinilla tiene una población cercana a los 5000 habitantes de los cuales 3500 están empadronados en San Andrés del Rabanedo.
El barrio dispone de un centro de salud en la calle Burbia que tenía atención de urgencias llamado entre los vecinos "La Sindical", del polideportivo César Álvarez en la calle San José, de un colegio de educación primaria (el Antonio Valbuena) en la calle Cea, e incluso de un hospital (San Juan De Dios), justo a las afueras de Pinilla, en la carretera de Caboalles.
Pinilla es un barrio de origen popular; fue construido en los años de la posguerra, por la necesidad de ubicar la inmigración campesina que llega a la ciudad de León y por el creciente y descontrolado desarrollo de la ciudad, que llega a invadir el municipio limítrofe, San Andrés del Rabanedo, el cual se convierte de esta manera en el tercer municipio de la provincia por número de habitantes.
Su arquitectura original, constituida por viviendas unifamiliares de planta baja, con un pequeño terreno colindante destinado en un principio a huerta, prevalece en una gran parte del barrio. A pesar de ello, el crecimiento especulativo del suelo de los años noventa lo modifican hasta transformarlo en conjunto populoso y relativamente desordenado, siendo uno de los barrios mejor situados y más solicitados a la hora de adquirir vivienda por su tranquilidad y cercanía al centro de León.
Las denominadas 4ª y 5ª fase del barrio, justo detrás del centro de salud, son edificios de pisos que se construyeron para acoger a emigrantes de la comarca de Riaño que abandonaron la comarca cuando se construyó el embalse. Llegaron a edificarse doscientas viviendas con este fin justo detrás del centro de salud.
La construcción del centro comercial Espacio León, muy próximo al barrio, revalorizó mucho los precios de las viviendas del barrio, aunque también ha provocado el cierre de pequeños negocios que no pueden competir con el centro comercial.